# Международная рабочая помощь
Международная рабочая помощь (Межрабпом, нем. Internationale Arbeiterhilfe, сокр. IAH) — организация в Германии, близкая к КПГ. В 1920-х — начале 1930-х годов Международная рабочая помощь оказывала рабочим различные социальные услуги и владела несколькими кинокомпаниями. Центральный комитет Международной рабочей помощи находился в Берлине, после 1933 года — в Париже.
Международная рабочая помощь была основана 12 августа 1921 года в ответ на призыв Ленина к международному рабочему классу оказать помощь населению голодающих районов Советской России, пострадавшему от засухи в Поволжье. Инициатива создания Межрабпома принадлежала Вилли Мюнценбергу, уже проявившему себя в работе с молодёжью и ставшему председателем организации. Почётным председателем Межрабпома до своей смерти в 1933 году являлась Клара Цеткин. Представителем Межрабпома при Коминтерне и управляющим организации в Москве в течение первого года был писатель Франц Юнг.
На поставки продовольствия голодающим в Советской России Межрабпом собрал пять миллионов долларов. После Гамбургского восстания и последовавшего за ним запрета КПГ Межрабпом поддерживал внутрипартийную коммуникацию. Международная рабочая помощь оказывала поддержку рабочим Германии и других стран при проведении забастовок, во время гражданских войн и природных катастроф, предоставляя одежду, продукты и деньги. Финансовые средства Межрабпома складывались из пожертвований. Предполагалось также получать доход от колхозов и промышленных предприятий, переданных Межрабпому в СССР, но рыболовные хозяйства под Царицыном и Астраханью, земельные угодья под Казанью и Челябинском, обувная фабрика и поликлиника в Москве и ремонтная мастерская в Петрограде в конечном итоге сами получали финансовую помощь от государства. Ключевым предприятием Межрабпома стало издательство Мюнценберга Neuer Deutscher Verlag.
Мюнценберг придавал большое значение кинопропаганде, и Межрабпом занялся также импортом советских кинофильмов и собственным производством. В 1922 году Мюнценберг в Берлине учредил компанию Aufbau Industrie und Handels AG, и первым советским фильмом на киноэкранах Германии в марте 1923 года стал «Поликушка» режиссёра Александра Санина. С 1924 года Межрабпом являлся пайщиком киноорганизации «Русь». В 1928 году Межрабпом стал её единственным владельцем, и кинокомпания была переименована в «Межрабпом-Русь».